# انیکو مک
انیکو مک (انگلیسی: Anikó Meksz؛ زادهٔ ۱۸ ژوئن ۱۹۶۵) بازیکن هندبال اهل مجارستان است.